# Jaroslav Kahánek
Jaroslav Kahánek (* 9. Januar 1977) ist ein ehemaliger tschechischer Skispringer.
Am 16. Januar 1994 gab Kahánek in seiner Heimat Liberec sein Debüt im Skisprung-Weltcup. Zwei Wochen später konnte er in Breitenwang bei der Junioren-Weltmeisterschaft im Teamspringen gemeinsam mit Jakub Sucháček, Jan Balcar und Zbyněk Krompolc die Silbermedaille gewinnen. Nachdem er im Anschluss daran im Skisprung-Continental-Cup immer bessere Leistungen erzielt hatte, gehörte er ab der Weltcup-Saison 1994/95 fest zum Weltcup-Kader. Bereits im ersten Springen der Saison im slowenischen Planica gewann er mit Platz 24 erste Weltcup-Punkte. Am 26. Januar 1995 sprang er im finnischen Lahti zum ersten und einzigen Mal seiner Karriere in einem Weltcup-Springen unter die besten zehn und landete auf dem 8. Platz. Nach eher mittelmäßigen weiteren Platzierungen in der Saison beendete er diese auf dem 43. Platz in der Weltcup-Gesamtwertung. In der Skiflug-Wertung belegte er den 44. Platz. In der Saison 1995/96 konnte er nur selten auf fordere Plätze springen. Das beste Resultat war ein 19. Platz im französischen Chamonix. Nachdem auch in der Folgesaison keinerlei Platzierungen unter den besten zwanzig erreicht wurden, sprang er am 1. Februar 1997 in Willingen sein letztes Weltcup-Springen und startete anschließend im Skisprung-Continental-Cup. Bei den Nordischen Skiweltmeisterschaften 1997 in Trondheim erreichte er auf der Normalschanze den 42. Platz. Nachdem er bis 1999 auch im Continental Cup keine Erfolge mehr erzielen konnte, beendete er dort nach einem 99. Platz in der Gesamtwertung der Saison 1998/99 seine aktive Skisprungkarriere im Alter von nur 22 Jahren.